# Hieracium sabaudum
Lo sparviere di Savoia  (nome scientifico  Hieracium sabaudum  L., 1753) è una specie di pianta angiosperma dicotiledone della famiglia delle Asteraceae.

## Etimologia
Il nome generico (Hieracium) deriva dalla parola greca hierax o hierakion (= sparviere, falco). Il nome del genere è stato dato dal botanico francese Joseph Pitton de Tournefort (1656 - 1708) rifacendosi probabilmente ad alcuni scritti del naturalista romano Gaio Plinio Secondo (23 - 79) nei quali, secondo la tradizione, i rapaci si servivano di questa pianta per irrobustire la loro vista. L'epiteto specifico (sabaudum) deriva da Savoia.

Il binomio scientifico della pianta di questa voce è stato proposto da Carl von Linné (1707 – 1778) biologo e scrittore svedese, considerato il padre della moderna classificazione scientifica degli organismi viventi, nella pubblicazione "Species Plantarum - 2: 804. 1753" del 1753.

## Descrizione

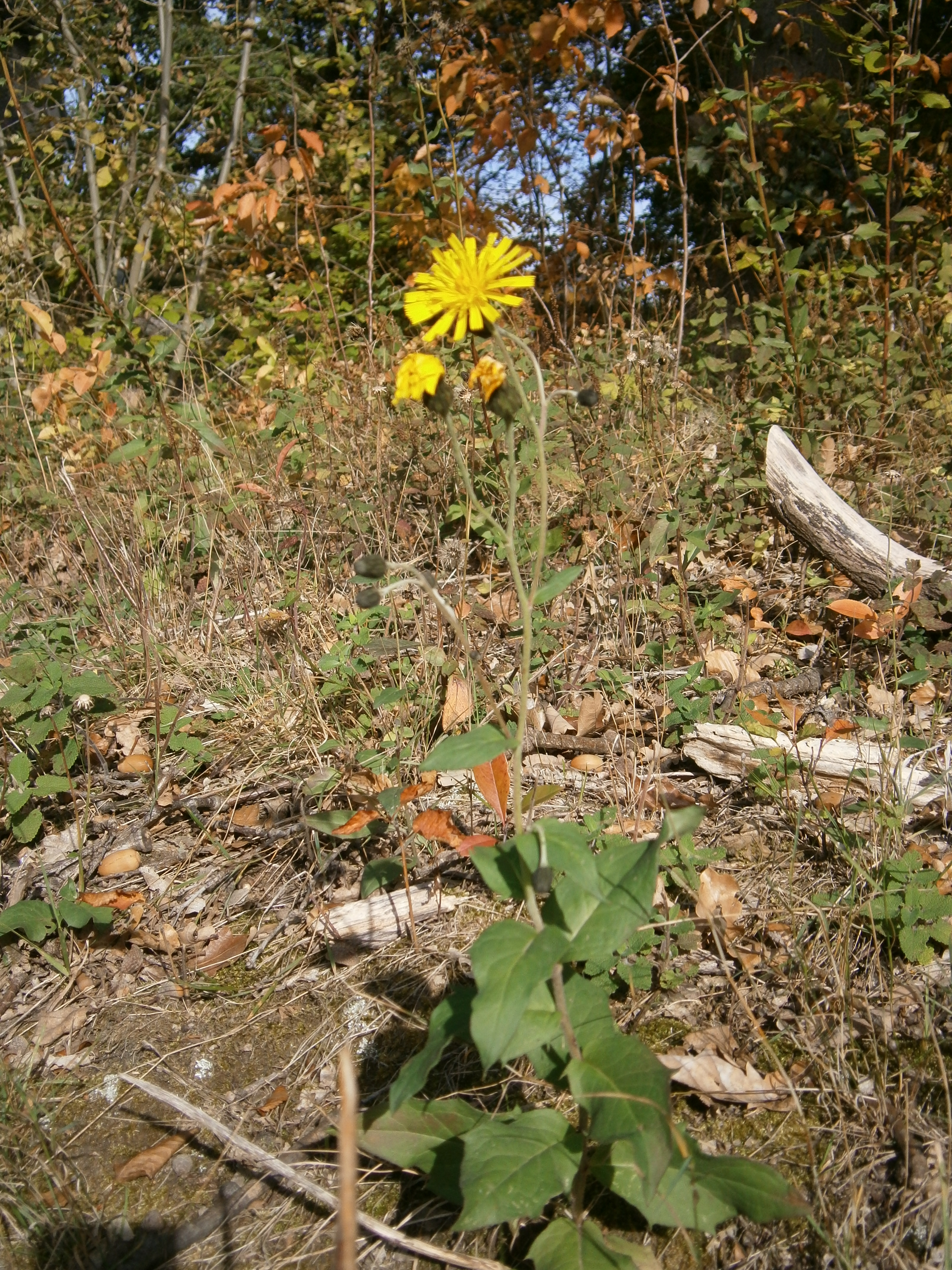
Il portamento

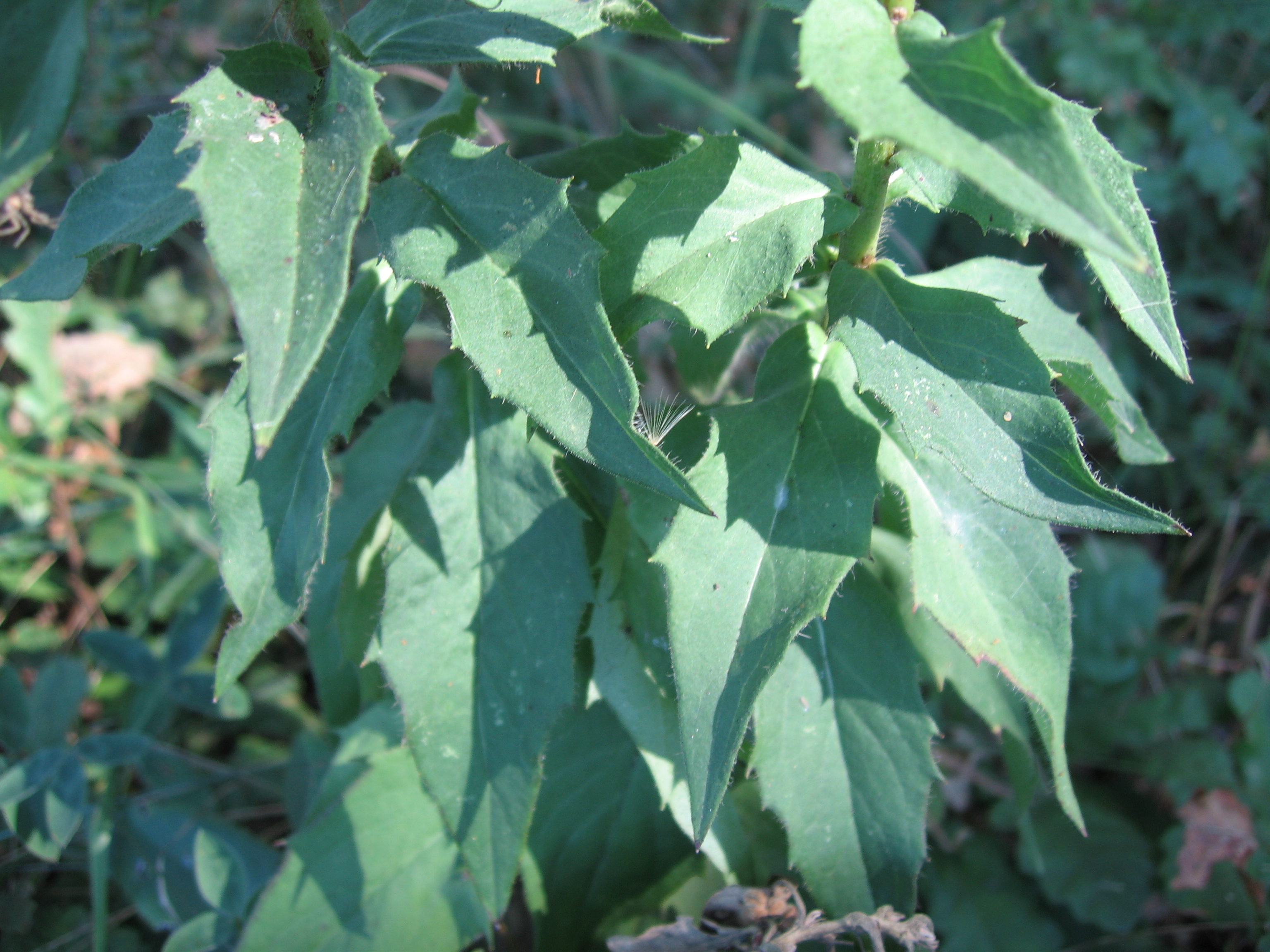
Le foglie

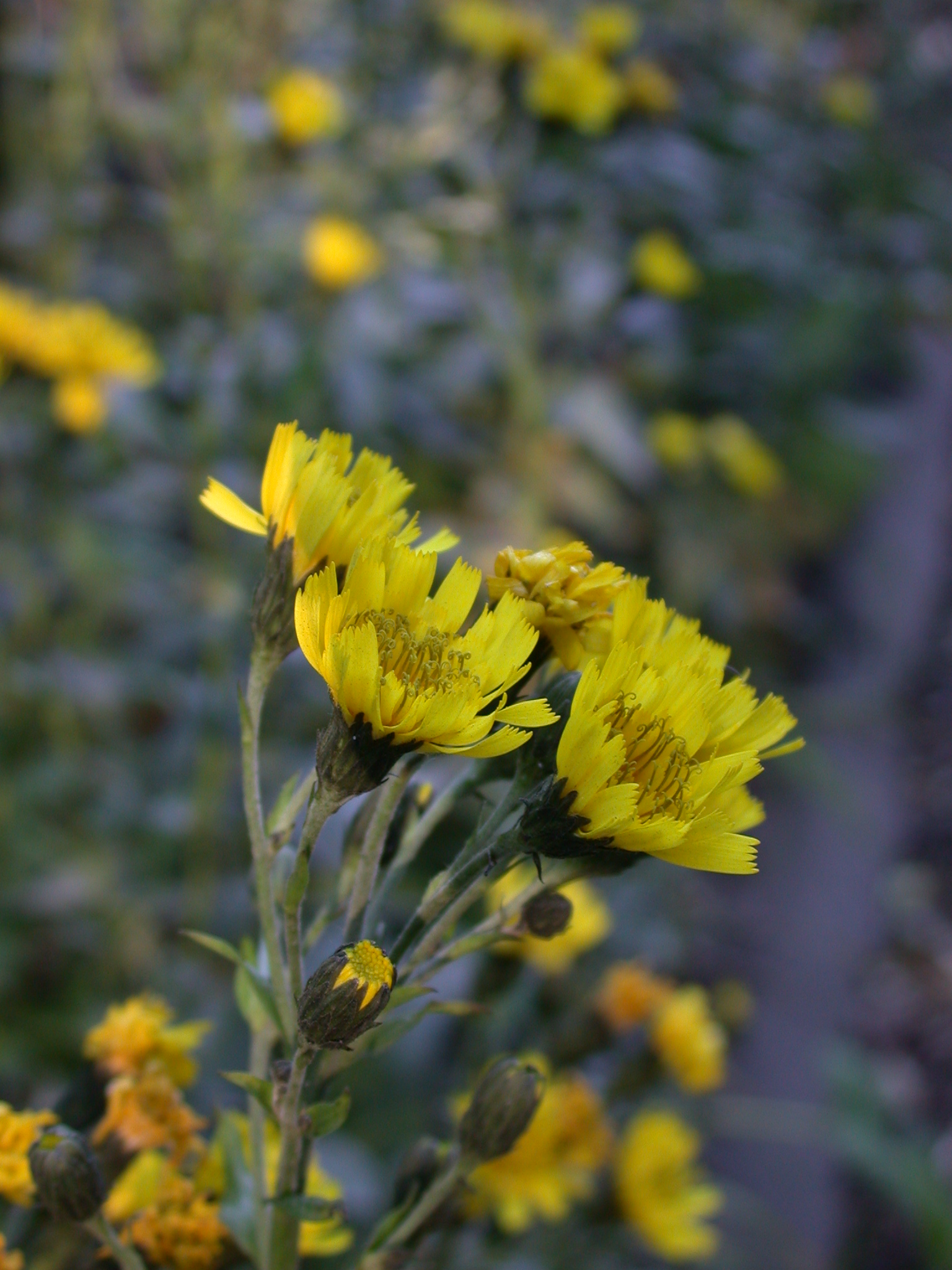
Infiorescenza

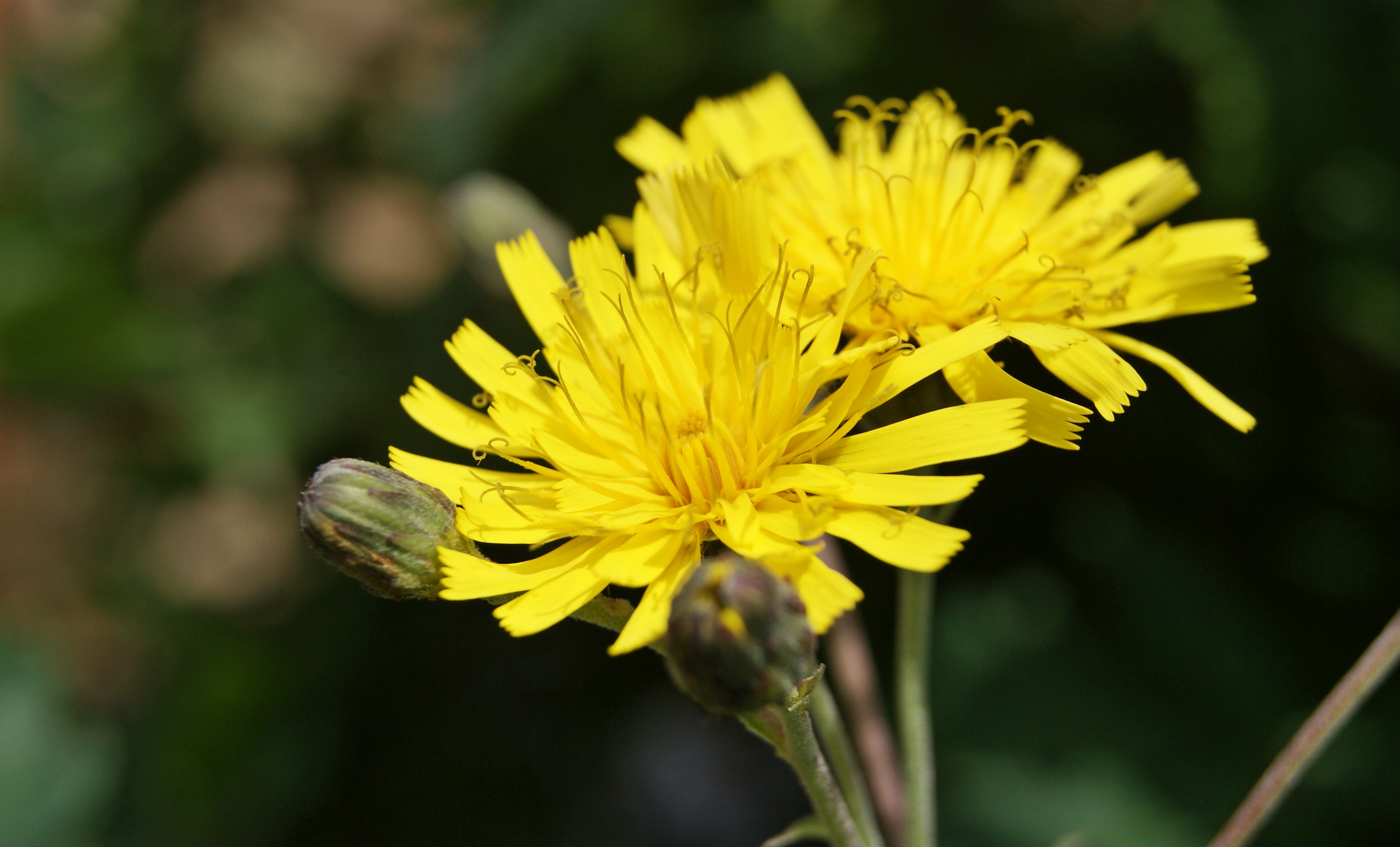
I fiori

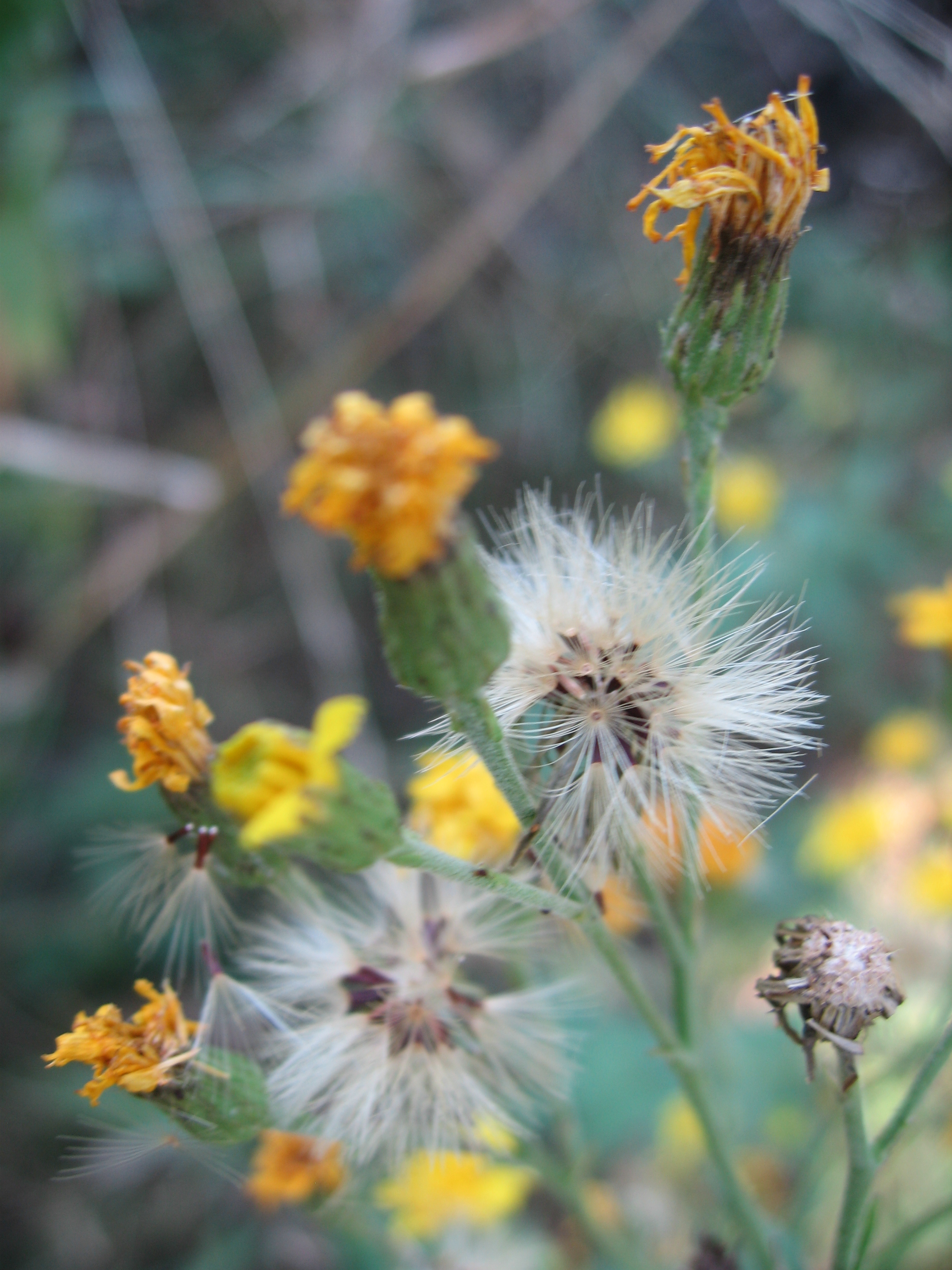
I frutti

Habitus. Questa pianta può raggiungere una altezza compresa tra 5 - 10 dm (massimo 1,5 - 1,8 metri). La forma biologica è emicriptofita scaposa (H scap) in quanto spesso ha l'asse fiorale eretto e privo di foglie. Questa pianta è provvista di lattice (i vasi latticiferi sono anastomizzati) e viene definita di tipo "afillopode" in quanto le foglie basali non formano mai una rosetta e sono assenti alla fioritura, mentre sono molto numerose lungo il caule. Inoltre i peli di questa pianta non sono piumosi.
Radici. Le radici sono secondarie da rizoma.
Fusto. La parte aerea del fusto è eretta, robusta e sparsamente pelosa (pochi peli semplici frammisti a pochi peli stellati - lunghezza dei peli: 1 – 3 mm); può essere lignificata alla base; la ramosità è nella parte superiore con abbondanti rami (da 10 a 30) e numerosi capolini. L'acladio è di 10 – 25 mm.
Foglie. Le foglie (da 20 a 50) si dividono in basali (più o meno) e cauline. Le foglie sono opache ed hanno una consistenza erbacea. La superficie adassiale è in prevalenza glabra, quella abassiale è ricoperta da sparse setole e pochi peli semplici frammisti a pochi peli stellati. Il colore varia da verde chiaro da verde scuro. La nervatura è di tipo pennato. Le foglie basali (o cauline inferiori) sono scomparse (o sono secche) alla fioritura. Le foglie cauline, da 12 a 50, sono distribuite uniformemente lungo il caule e sono sessili; quelle inferiori hanno delle lamine di due tipi: da lanceolato a subrombico, oppure allargato con apice acuto e bordi dentati. Le foglie cauline superiori sono progressivamente minori e in generale sono più o meno ovate. Dimensione delle foglie cauline inferiori di tipo lanceolato: larghezza 2 – 3 cm; lunghezza 6 – 12 cm. Dimensione delle foglie cauline inferiori di tipo allargato: larghezza 3 – 4 cm; lunghezza 5 – 9 cm. Dimensione delle foglie cauline superiori: larghezza 15 – 20 mm; lunghezza 23 – 33 mm.
Infiorescenza. Le infiorescenze di tipo racemoso (o subcorimboso) sono composte da numerosi capolini (da 20 a 50) peduncolati e non molto grandi. I peduncoli sono ricoperti da peli ispidi (abbondanti peli stellati e pochi peli ghiandolosi) e possiedono da 3 a 5 brattee. I capolini sono formati da un involucro cilindrico (o campanulato) a base tronca, composto da brattee (o squame) disposte su 2 serie (circa 20 interne ed 20 esterne) in modo embricato, all'interno delle quali un ricettacolo fa da base ai fiori tutti ligulati. La pelosità dell'involucro è formata da abbondanti peli stellati e pochi brevi peli ghiandolosi frammisti a pochi peli semplici; le squame in genere sono scure con apici ottusi. Il ricettacolo, nudo, cioè privo di pagliette a protezione della base dei fiori, è provvisto di fossette (o alveoli) finemente e lungamente sfrangiati. Diametro dei capolini: 1,5 - 3,5 cm. Lunghezza dell'involucro: 9 – 12 mm.
Fiori. I fiori, da 40 a 60, sono tutti del tipo ligulato (il tipo tubuloso, i fiori del disco, presente nella maggioranza delle Asteraceae, qui è assente), sono tetra-ciclici (ossia sono presenti 4 verticilli: calice – corolla – androceo – gineceo) e pentameri (ogni verticillo ha 5 elementi). I fiori sono ermafroditi e zigomorfi.
- Formula fiorale:

*/x K {\displaystyle \infty }, [C (5), A (5)], G 2 (infero), achenio
- Calice: i sepali del calice sono ridotti ad una coroncina di squame.
- Corolla: le corolle sono formate da un tubo e da una ligula terminante con 5 denti; il colore è giallo. I dentelli apicali sono cigliati. Dimensioni delle ligule: larghezza 2 mm; lunghezza 10 – 12 mm.
- Androceo: gli stami sono 5 con filamenti liberi, mentre le antere sono saldate in un manicotto (o tubo) circondante lo stilo.[19] Le antere alla base sono acute. Il polline è tricolporato.[20]
- Gineceo: lo stilo giallo (con tendenza al nerastro) è filiforme e peloso sul lato inferiore; gli stigmi dello stilo sono due divergenti. L'ovario è infero uniloculare formato da 2 carpelli. La superficie stigmatica è interna.[21]
- Antesi: da agosto a novembre (la fioritura in genere è avanzata fino all'autunno).

Frutti. I frutti sono degli acheni con pappo. Gli acheni sono colorati da bruno scuro a nero, sono lunghi 3 - 3,5 mm a forma colonnare-obconica e sono ristretti alla base (e ingrossati all'apice), mentre la superficie (liscia o appena rugosa) è provvista di 10 coste che nella parte apicale confluiscono in un orlo anulare. Il pappo è formato da circa 60 setole semplici, color bianco sporco, disposte su due serie e lunghe 6 mm (quelle interne sono più lunghe e più rigide, quelle esterne sono fragili).

## Biologia
Impollinazione: l'impollinazione avviene tramite insetti (impollinazione entomogama tramite farfalle diurne e notturne).

Riproduzione: la fecondazione avviene fondamentalmente tramite l'impollinazione dei fiori (vedi sopra).

Dispersione: i semi (gli acheni) cadendo a terra sono successivamente dispersi soprattutto da insetti tipo formiche (disseminazione mirmecoria). In questo tipo di piante avviene anche un altro tipo di dispersione: zoocoria. Infatti gli uncini delle brattee dell'involucro (se presenti) si agganciano ai peli degli animali di passaggio disperdendo così anche su lunghe distanze i semi della pianta.

## Distribuzione e habitat

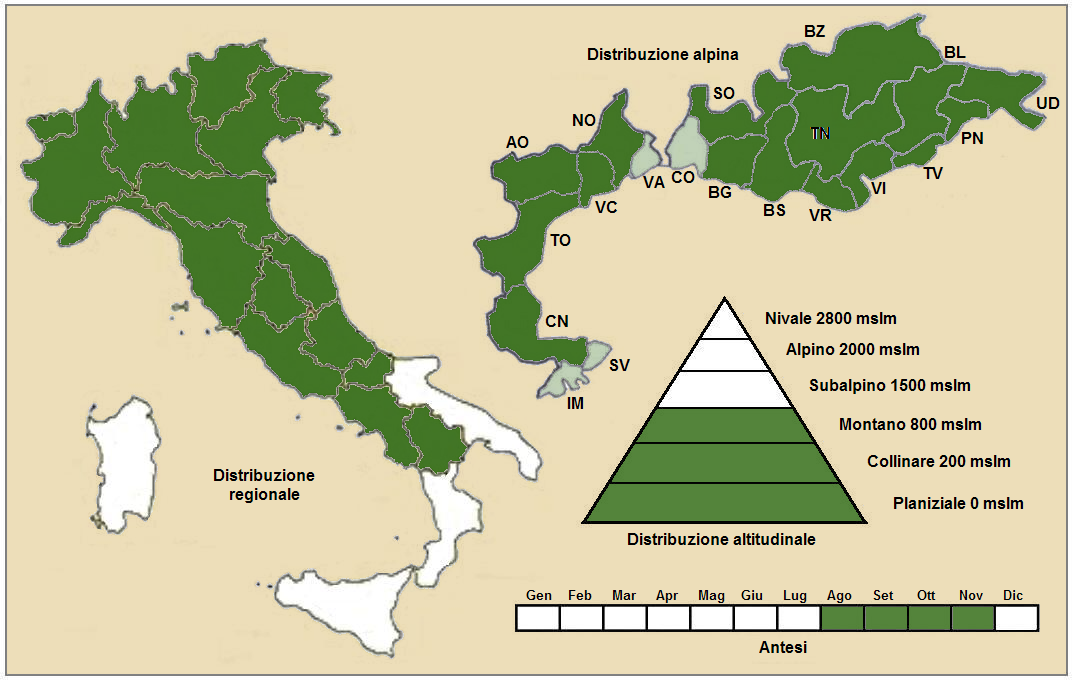
Distribuzione della pianta
(Distribuzione regionale – Distribuzione alpina)

Geoelemento:  il tipo corologico (area di origine) è Europeo - Caucasico o anche Ovest Asiatico.
Distribuzione: in Italia questa specie è comune al Nord e al Centro. È comune nelle Alpi sia in Italia che oltre confine. Sugli altri rilievi europei collegati alle Alpi si trova nella Foresta Nera, Vosgi, Massiccio del Giura, Massiccio Centrale, Pirenei, Alpi Dinariche, Monti Balcani e Carpazi. Nel resto dell'Europa è ovunque presente fino all'Anatolia e alla Transcaucasia.
Habitat: l'habitat tipico sono i boschi cedui, le boscaglie, i cespuglieti; ma anche i margini erbacei meso-termofili dei boschi, le pinete e i gineprai. Il substrato preferito è calcareo/siliceo (ma anche siliceo) con pH acido, medi valori nutrizionali del terreno che deve essere secco.
Distribuzione altitudinale: sui rilievi queste piante si possono trovare fino a 1.500 m s.l.m.; frequentano quindi i seguenti piani vegetazionali: collinare e montano (oltre a quello planiziale – a livello del mare).

### Fitosociologia

#### Areale alpino
Dal punto di vista fitosociologico alpino Hieracium sabaudum appartiene alla seguente comunità vegetale:
Formazione: delle comunità forestali
Classe: Quercetea robori-sessiliflorae
Ordine: Quercetalia robori-sessiliflorae

#### Areale italiano
Per l'areale completo italiano Hieracium sabaudum appartiene alla seguente comunità vegetale:
Macrotipologia: vegetazione forestale e preforestale.
Classe: Querco roboris-Fagetea sylvaticae Br.-Bl. & Vlieger in Vlieger, 1937
Ordine: Quercetalia roboris Tüxen, 1931
Alleanza: Genisto germanicae-Quercion Neuhausl & Neuhauslova-Novotna, 1967
Descrizione. L'alleanza Genisto germanicae-Quercion è relativa alle comunità forestali di tipo subcontinentale della fascia submontana. Si tratta di boschi acidofili, xerofili e relativamente termofili, che si insediano su versanti meridionale soggetti ad un clima secco-continentale, fra i 500 e i 1000 metri di quota. La distribuzione dell’alleanza include l’Europa centrale e orientale. In Italia è presente sul versante meridionale delle Alpi (Valtellina e Valcamonica).
Specie presenti nell'associazione: Quercus petraea, Quercus robur, Castanea sativa, Betula pendula, Prunus avium, Corylus avellana, Pinus sylvestris, Genista tinctoria, Genista germanica, Lembotropis nigricans, Chamaecytisus hirsutus, Cytisus scoparius, Luzula nivea, Phyteuma betonicifolium, Molinia arundinacea, Teucrium scorodonia, Melampyrum pratense, Calluna vulgaris, Vaccinium myrtillus, Pteridium aquilinum, Hieracium sylvaticum, Hieracium sabaudum e Silene nutans.

## Tassonomia
La famiglia di appartenenza di questa voce (Asteraceae o Compositae, nomen conservandum) probabilmente originaria del Sud America, è la più numerosa del mondo vegetale, comprende oltre 23.000 specie distribuite su 1.535 generi, oppure 22.750 specie e 1.530 generi secondo altre fonti (una delle checklist più aggiornata elenca fino a 1.679 generi). La famiglia attualmente (2021) è divisa in 16 sottofamiglie.

### Filogenesi
Il genere di questa voce appartiene alla sottotribù Hieraciinae della tribù Cichorieae (unica tribù della sottofamiglia Cichorioideae). In base ai dati filogenetici la sottofamiglia Cichorioideae è il terz'ultimo gruppo che si è separato dal nucleo delle Asteraceae (gli ultimi due sono Corymbioideae e Asteroideae). La sottotribù Hieraciinae fa parte del "quinto" clade della tribù; in questo clade è posizionata alla base ed è "sorella" al resto del gruppo comprendente, tra le altre, le sottotribù Microseridinae e Cichoriinae. Il genere  Hieracium (insieme al genere Pilosella) costituisce il nucleo principale della sottotribù Hieraciinae e formano (insieme ad altri generi minori) un "gruppo fratello" posizionato nel "core" delle Hieraciinae.
Il genere Hieracium è un genere estremamente polimorfo con maggioranza di specie apomittiche. Di questo genere sono descritte circa 1000 specie sessuali e oltre 3000 specie apomittiche, delle quali circa 250 e più sono presenti nella flora spontanea italiana. Alcuni taxon collegati alle varie specie del genere sono sottospecie, altri sono considerati aggregati (o inclusi), e altri ancora sono considerati "intermediari" (o impropriamente ibridi in quanto queste specie essendo apomittiche non si incrociano e quindi non danno prole feconda) con altre specie. A causa di ciò si pongono dei problemi di sistematica quasi insolubili e per avere uno sguardo d'insieme su questa grande variabilità può essere necessario assumere un diverso concetto di specie. Qui in particolare viene seguita la suddivisione del materiale botanico in sezioni così come sono elencate nell'ultima versione della "Flora d'Italia".
La specie di questa voce è descritta all'interno della sezione Hieracium sect. Sabauda, i cui caratteri principali sono:
- le specie di questo gruppo sono piante di tipo afillopode (raramente hypofillopode);
- le foglie cauline sono numerose (da 7 a 25); quelle inferiori all'antesi spesso sono necrosate;
- le foglie basali (o inferiori) sono attenuate più o meno lungamente; quelle superiori sono brevemente attenuate o arrotondate fino a sessili;
- i piccioli e gli involucri, glabri o pelosi, sono sempre ben visibili;
- le sinflorescenze sono lassamente panicolate (raramente sono umbellato-panicolate);
- le brattee dell'involucro sono disposte appressate su due file regolarmente embricate, con apici ottusi;
- la pubescenza dell'involucro è formata peli da sparsi a densi, semplici e ghiandolosi oppure è l'involucro è glabro;
- gli acheni hanno delle dimensioni tra 3 e 4,5 mm e una colorazione da paglierina a castana;
- la fioritura è avanzata fino all'autunno.

La specie  H. sabaudum  è invece individuata dai seguenti ulteriori caratteri:
- le foglie cauline sono uniformemente distribuite lungo il caule;
- il colore delle brattee involucrali varia da verde fino a nere, distintamente differenziate in due serie e regolarmente embricate.

L'indumentum è uno degli elementi più importanti per distinguere le varie specie. H. sabaudum è caratterizzata dalla seguente pubescenza:
| Tipo peli        | Caule                                                                          | Foglie                             | Peduncoli dei capolini           | Brattee involucrali                             |
| ---------------- | ------------------------------------------------------------------------------ | ---------------------------------- | -------------------------------- | ----------------------------------------------- |
| Peli semplici    | Da assenti a densi, lunghi 2 – 4 mm, da molli a subrigidi e colorati di bianco | Da sparsi ad assenti               | Da assenti a sparsi fino a densi | Da assenti a sparsi fino a densi                |
| Peli ghiandolari | Assenti                                                                        | Peli ghiandolari sparsi ai margini | Assenti                          | Da assenti a sparsi (molto brevi: 0,1 - 0,2 mm) |
| Peli stellati    | Da sparsi a densi                                                              | Assenti o sparsi al margine        | Densi                            | Assenti o sparsi                                |

Il numero cromosomico di H. sabaudum è: 2n = 18, 27 e 36.

### Sottospecie
Per questa specie sono riconosciute 23 sottospecie presenti nella flora spontanea italiana.
- Hieracium sabaudum subsp. concinnum (Jord.) Zahn, 1906 - Distribuzione: Alpi occidentali
- Hieracium sabaudum subsp. cumuliflorum (Zahn) Gottschl., 2009 - Distribuzione: Abruzzo
- Hieracium sabaudum subsp. curvidens (Jord.) Zahn, 1906 - Distribuzione: Lombardia
- Hieracium sabaudum subsp. dumosum (Jord.) Zahn, 1906 - Distribuzione: Piemonte
- Hieracium sabaudum subsp. eminens (Sudre) Zahn, 1905 - Distribuzione: Alpi occidentali
- Hieracium sabaudum subsp. fruticetorum (Boreau) Zahn, 1922 - Distribuzione: Piemonte
- Hieracium sabaudum subsp. grandidentatum (Boreau) Zahn, 1916 - Distribuzione: Veneto e Liguria
- Hieracium sabaudum subsp. nemorivagum (Boreau) Zahn, 1906 - Distribuzione: Alpi occidentali
- Hieracium sabaudum subsp. obliquum (Jord.) Zahn, 1905 - Distribuzione: Alpi
- Hieracium sabaudum subsp. occitanicum (Jord.) Zahn, 1922 - Distribuzione:: Piemonte
- Hieracium sabaudum subsp. propinquum (Sudre) Greuter, 2007 - Distribuzione: Valle d'Aosta
- Hieracium sabaudum subsp. quercetorum (Boreau) Zahn, 1905 - Distribuzione: Alpi orientali
- Hieracium sabaudum subsp. rigens (Jord.) Zahn, 1922 - Distribuzione: Piemonte
- Hieracium sabaudum subsp. rigidicaule (Sudre) Zahn, 1911 - Distribuzione: Alpi occidentali
- Hieracium sabaudum subsp. roffavieri (Sudre) Zahn, 1905 - Distribuzione: Piemonte
- Hieracium sabaudum subsp. sabaudiforme Zahn, 1902 - Distribuzione: Alpi occidentali
- Hieracium sabaudum subsp. sabaudum - Distribuzione: Alpi e Appennini
- Hieracium sabaudum subsp. scabiosum (Sudre) Zahn, 1906 - Distribuzione: Alpi
- Hieracium sabaudum subsp. sedunense  Zahn, 1902 - Distribuzione: Alpi
- Hieracium sabaudum subsp. sublactucaceum  Zahn, 1902 - Distribuzione: Alpi e Abruzzo
- Hieracium sabaudum subsp. vagum  Zahn, 1905 - Distribuzione: Alpi e Appennini
- Hieracium sabaudum subsp. virescens (Sond.) Zahn, 1922 - Distribuzione: Trentino-Alto Adige
- Hieracium sabaudum subsp. virgultorum (Jord.) Zahn, 1905 - Distribuzione: Alpi e Marche